# 柳城郡
柳城郡（りゅうじょう-ぐん）は、かつて中国に存在した郡。現在の遼寧省の一部に相当する。

## 沿革

### 隋代
北魏時代に営州昌黎郡が在った所で、開皇（581年 - 600年）の初めに営州総管府が置かれ、大業（605年 - 618年）の初めに総管府が廃止され、柳城郡が置かれた。
州：冀州、戸数：751、県数：1 
- 柳城県…開皇元年（581年）、建徳郡に属し、龍城県といった。のちに建徳郡を廃して県名を龍山県と改称し、開皇18年（598年）に柳城県と改称された。帯方山・禿黎山・鶏鳴山・松山があり、渝水・白狼水が流れる。

### 唐代
唐の武徳元年（618年）、営州総管府と改め、柳城の1県を領す。武徳7年（624年）、営州都督府と改める。万歳通天2年（697年）、契丹の孫万栄に陥落される。神龍元年（705年）、都督府を幽州界に移し、漁陽・玉田の2県を領す。開元4年（716年）、ふたたび柳城に戻る。開元8年（720年）、漁陽に就く。開元11年（723年）、また柳城に戻る。天宝元年（742年）、柳城郡と改める。乾元元年（758年）、営州上都督府となる。
戸数：997、人口：3789、県数：1
- 柳城県…西北は奚と接し、北は契丹と接する。東北に鎮医巫閭山祠あり、また東には碣石山あり。

## 参考資料
- 『隋書』（志第二十五　地理中）
- 『旧唐書』（志第十九 地理三）
- 『新唐書』（志第二十九 地理三）
- 『太平寰宇記』（卷七十一 河北道二十）